# Breviraja claramaculata
Breviraja claramaculata és una espècie de peix de la família dels raids i de l'ordre dels raïformes.

## Morfologia
- Els mascles poden assolir 29,4 cm de longitud total.[4][5]

## Reproducció
És ovípar i les femelles ponen càpsules d'ous, les quals presenten com unes banyes a la closca.

## Hàbitat
És un peix marí i d'aigües profundes (33°N-25°N) que viu entre 293–896 m de fondària.

## Distribució geogràfica
Es troba a l'oceà Atlàntic occidental central: des de Carolina del Sud fins a Florida (els Estats Units).

## Observacions
És inofensiu per als humans.